# Tarocystis fulva
Tarocystis fulva är en snäckart som först beskrevs av Nils Hjalmar Odhner 1917.  Tarocystis fulva ingår i släktet Tarocystis och familjen Helicarionidae. Inga underarter finns listade i Catalogue of Life.